# USA:s herrlandslag i landhockey
USA:s herrlandslag i landhockey (engelska: United States men's national field hockey team) representerar USA i landhockey på herrsidan. Laget tog brons vid den olympiska turneringen 1932.

### Fotnoter
1. ↑  Todor Krastev (19 mars 1932). ”Men Field Hockey Olympic Games 1932 Los Angeles (USA) - 04-11.08 Winner India” (på engelska). Sport Statistics. Arkiverad från originalet den 25 mars 2012. https://web.archive.org/web/20120325205405/http://todor66.com/hockey/field/Olympic/Men_1932.html. Läst 27 juni 2015.